# Manifestação

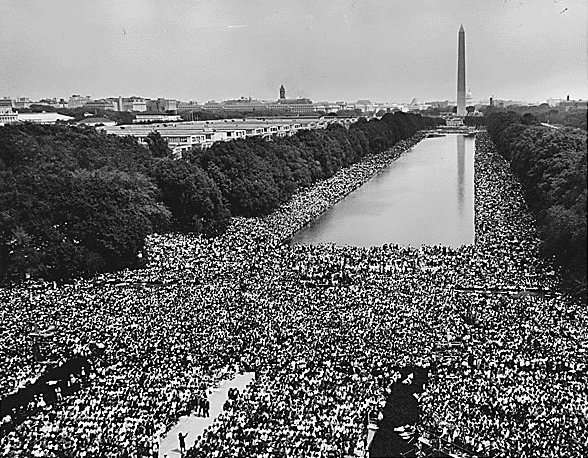
Manifestação do Movimento pelos Direitos Civis nos EUA, 28 de agosto de 1963.

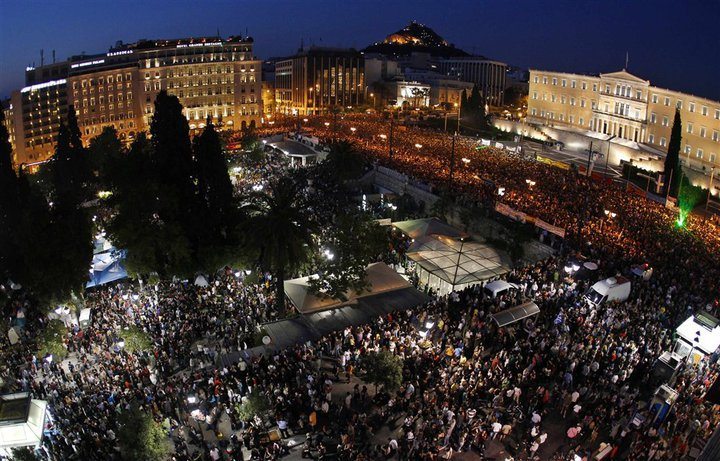
Manifestações em frente ao Parlamento da Grécia.

Manifestação é um ato coletivo em que os cidadãos se reúnem publicamente para expressar uma opinião pública. É habitual que se atribua a uma manifestação um êxito tanto maior quanto maior o número de participantes. O objeto das manifestações são, em geral, tópicos de natureza política, econômica e social. Em muitos países, manifestações populares de protesto são muitas vezes tratadas pelos governos como atos de perturbação da ordem pública eventualmente associadas a terrorismo.

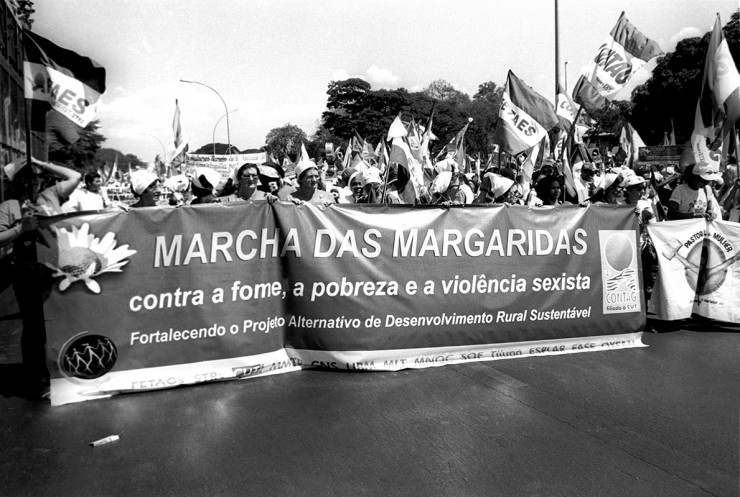
Marcha das margaridas.

## Formas
Entre os vários tipos de manifestações, incluindo uma variedade de elementos, incluindo:
- Escracho - concentração de manifestantes diante do domicílio ou do lugar de trabalho de alguém que é alvo de denúncia ou protesto;
- Marcha ou passeata - manifestação em que os participantes caminham juntos em direção a determinado local associado às reivindicações ou ao motivo do protesto;
- Piquete - manifestantes bloqueiam o acesso a um local específico ou a uma via pública;
- Protesto nu - manifestantes marcham sem roupas;
- Protesto sentado - pessoas sentam-se no chão, ocupando determinada área.

## Ver também

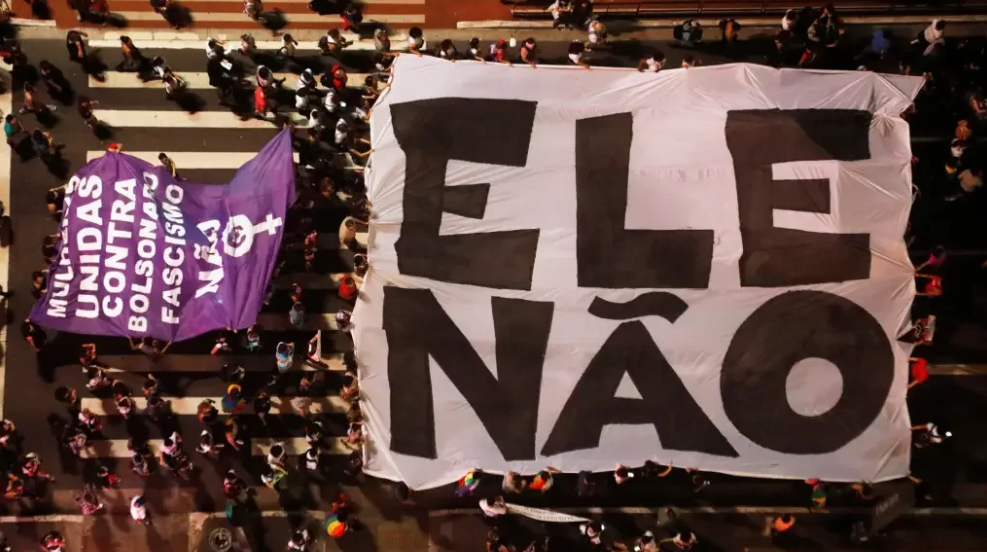
Manifestação do Movimento Ele Não promovida pelo grupo Mulheres Unidas Contra Bolsonaro, em 2018.